# Halloher Moor, Brandsheide und Könster Moor
Halloher Moor, Brandsheide und Könster Moor ist ein Naturschutzgebiet in der schleswig-holsteinischen Gemeinde Großenaspe im Kreis Segeberg.

## Allgemeines
Das 49,25 Hektar große Naturschutzgebiet ist unter der Nummer 43 in das Verzeichnis der Naturschutzgebiete des Ministeriums für Landwirtschaft, Umwelt und ländliche Räume eingetragen. Es wurde Ende 1942 ausgewiesen (Datum der Verordnung: 19. Dezember 1942). Das Gebiet ist Bestandteil des FFH-Gebietes „Osterautal“. Zuständige untere Naturschutzbehörde ist der Kreis Segeberg.

## Beschreibung
Das Naturschutzgebiet liegt südlich von Neumünster am Rand der Niederung der Osterau. Es stellt eine Dünenlandschaft als Rest ehemals ausgedehnter Moor- und Heidegebiete unter Schutz. Das Gebiet zeichnet sich durch einen Wechsel trockener Standorte auf Binnendünen und vermoorter Bereiche in Senken aus. Durch historische Nutzung als Waldweide haben sich Heiden mit Glocken- und Rosmarinheide und Moorbeere ausgebreitet. An vermoorten Stellen siedelt das Weiße Schnabelried. Teile des Naturschutzgebietes sind bewaldet.
Das Naturschutzgebiet ist Lebensraum verschiedener Insekten, darunter die Schmetterlinge Spiegelfleck-Dickkopffalter, Waldbrettspiel, Kleiner Perlmuttfalter und Hauhechelbläuling. Weiterhin sind Feldsandlaufkäfer und Große Heidelibelle heimisch. Die Moore und Stillgewässer sind Lebensraum verschiedener Amphibien, darunter der Moorfrosch.
Das Gebiet entwässert zur Osterau. Es wird vom Bündnis Osterautal beim Gewässerpflegeverband (GPV) Osterau betreut.
Durch das Gebiet verlaufen Wanderwege, an denen stellenweise Informationstafeln aufgestellt sind. Im Südwesten grenzt es an das Gelände des Wildparks Eekholt.